# Jed Z. Buchwald

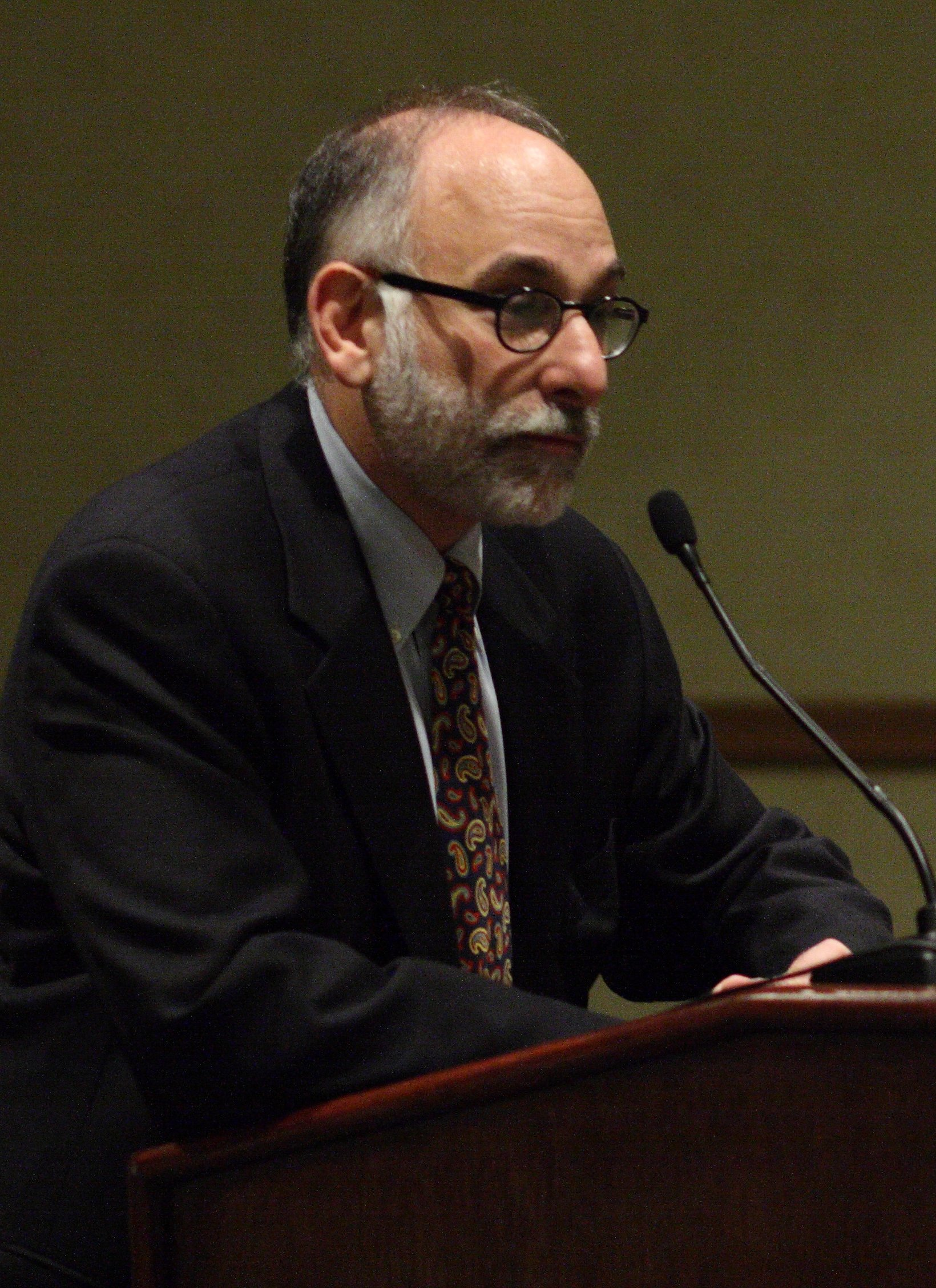
Jed Z. Buchwald, 2009

Jed Zachary Buchwald (* 25. April 1949) ist ein US-amerikanischer Wissenschaftshistoriker.

## Leben
Jed Buchwald studierte an der Princeton University (Bachelor 1971) und machte seinen Master 1973 an der Harvard University, wo er auch 1974 promoviert wurde (Matter, the Medium, and the Electrical Current: A History of Electricity and Magnetism from 1842-1895). Danach war er erst Lecturer, dann Associate Professor und ab 1989 Professor am Institut für Wissenschaftsgeschichte (Institute for the History and Philosophy of Science and Technology, IHPST) der University of Toronto, dessen Direktor er 1991/92 war. Ab 1992 war er Bern Dibner Professor und Direktor des Dibner Institute für Wissenschaftsgeschichte (Dibner Institute for the History of Science and Technology) am Massachusetts Institute of Technology (MIT). Seit 2001 ist er Doris and Henry Dreyfuß Professor of History am California Institute of Technology.
Er befasste sich insbesondere mit der Geschichte der Elektrizitätslehre (wie Heinrich Hertz) und Optik im 19. Jahrhundert (wie Fresnel). Er befasste sich auch unter anderem mit Isaac Newton und mit Interpretationen des Zodiaksteins von Dendera im Louvre in Frankreich Ende des 18. und Anfang des 19. Jahrhunderts. Er schrieb unter anderem den Artikel über Lord Kelvin im Dictionary of Scientific Biography.
Buchwald ist Mitherausgeber des Einstein Paper Projects, das die Gesammelten Werke von Albert Einstein herausgibt. Die Gesamtleitung hat seine Ehefrau Diana L. Kormos-Buchwald (Professorin am Caltech). 1995 wurde er McArthur Fellow. Ab 1997 war er Sloan Fellow und in Kanada Killiam Fellow. Buchwald ist Mitglied der American Association for the Advancement of Science, der American Philosophical Society und der Academie Internationale d´Histoire des Sciences.

## Schriften
- From Maxwell to Microphysics: Aspects of Electromagnetic Theory in the Last Quarter of the Nineteenth Century, University of Chicago Press 1985
- The Rise of the Wave Theory of Light: Optical Theory and Experiment in the Early Nineteenth Century, University of Chicago Press 1989
- The Creation of Scientific Effects: Heinrich Hertz and electric waves, University of Chicago Press 1994
- Herausgeber Scientific Practice: Theories and Stories of Doing Physics, University of Chicago Press 1995
- Herausgeber Scientific Credibility and Technical Standards in 19th and Early 20th Century Germany and Britain, Kluwer, Archimedes, Band 1, 1996
- Herausgeber mit I. Bernard Cohen: Isaac Newton's Natural Philosophy, MIT Press 2000
- Herausgeber mit Andrew Warwick: Histories of the Electron: The Birth of Microphysics, MIT Press 2001
- Herausgeber mit Allan Franklin: Wrong for the Right Reasons, Archimedes, Band 11, 2005
- mit Diane Greco Josefowicz: The Zodiac of Paris: How an Improbable Controversy Over an Ancient Egyptian Artifact Provoked a Modern Debate Over Religion and Science, Princeton University Press 2010
- The Hall Effect and Maxwellian Electrodynamics in the 1880's, Teil 1,2, Centaurus, Band 23, 1979, S. 51–99, 118–162

Er ist Herausgeber der Buchreihen Dibner Institute Studies in the History of Science and Technology (ab der Gründung 1995, MIT Press), "Archimedes: New Studies in the History and Philosophy of Science and Technology" (ab der Gründung 1994, Kluwer), Transformations – Studies in the History of Science and Technology (die Reihe gründete er 2000 bei MIT Press) und Sources and Studies in the History of Mathematics and the Physical Sciences (mit Jesper Lützen, Len Berggren). Seit 1995 ist er mit Jeremy Gray Herausgeber des Archive for the History of Exact Sciences.